# Cataulacus kohli
Cataulacus kohli é uma espécie de formiga do gênero Cataulacus, pertencente à subfamília Myrmicinae.